# NGC 246
NGC 246 (také známá jako Caldwell 56) je planetární mlhovina v souhvězdí Velryby. Objevil ji britský astronom William Herschel v roce 1785. Centrální hvězdou je bílý trpaslík se zdánlivou magnitudou 12 a katalogovým označením HIP 3678. Vizuální zdánlivá magnituda této mlhoviny je 10,9, ale v modrém fotografickém spektru je mnohem jasnější s magnitudou 8,0. Proto se mlhovina zdá být na fotografiích jasnější vzhledem k okolním hvězdám, ale při vizuálním pohledu do dalekohledu je mlhovina mnohem slabší. Mlhovina má také nízkou plošnou jasnost, proto se k jejímu pozorování doporučuje tmavá obloha bez světelného znečištění a alespoň středně velký amatérský dalekohled. 
Mlhovina se na obloze nachází 1,5 stupně jižně od hvězd 5. magnitudy φ¹ Cet a φ² Cet, se kterými tvoří rovnostranný trojúhelník. Mezi NGC 246 a hvězdou φ² Cet se nachází slabá galaxie NGC 255.
Na infračerveném snímku v nepravých barvách ze Spitzerova dalekohledu můžeme vidět centrální hvězdu obklopenou oblakem plynu a prachu. Ve vzdálenosti 3,8 obloukových sekund od centrální hvězdy vidíme jejího slabšího průvodce s magnitudou 14, u kterého není jisté, zda se jedná o náhodné seřazení dvou hvězd v různé vzdálenosti (optická dvojhvězda), nebo spolu tvoří fyzickou dvojhvězdu. Na snímku také můžeme vidět červeně zbarvený kruh, jehož střed je proti středu mlhoviny mírně posunutý.
Vyvržené plyny mají zelenou barvu a kruh z materiálu vyhnaného ze zestárlé hvězdy má červenou barvu. Předpokládá se, že je kruh složen zejména z molekul vodíku, který byl z hvězdy vyhnán ve formě atomů, které se po ochlazení sloučily v molekuly.

## Galerie obrázků

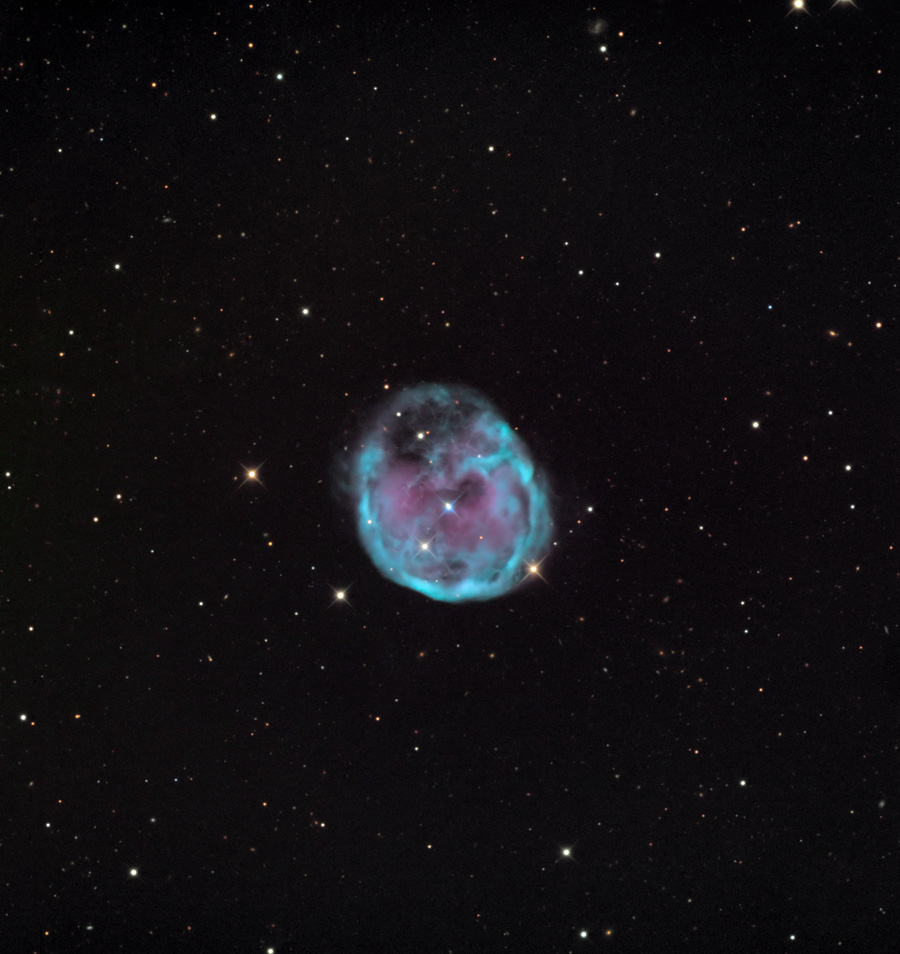
Snímek ve viditelném spektru ze Schulmanova dalekohledu o průměru 80 cm na hoře Mt. Lemmon v Arizoně.